# Lützelbrunnen

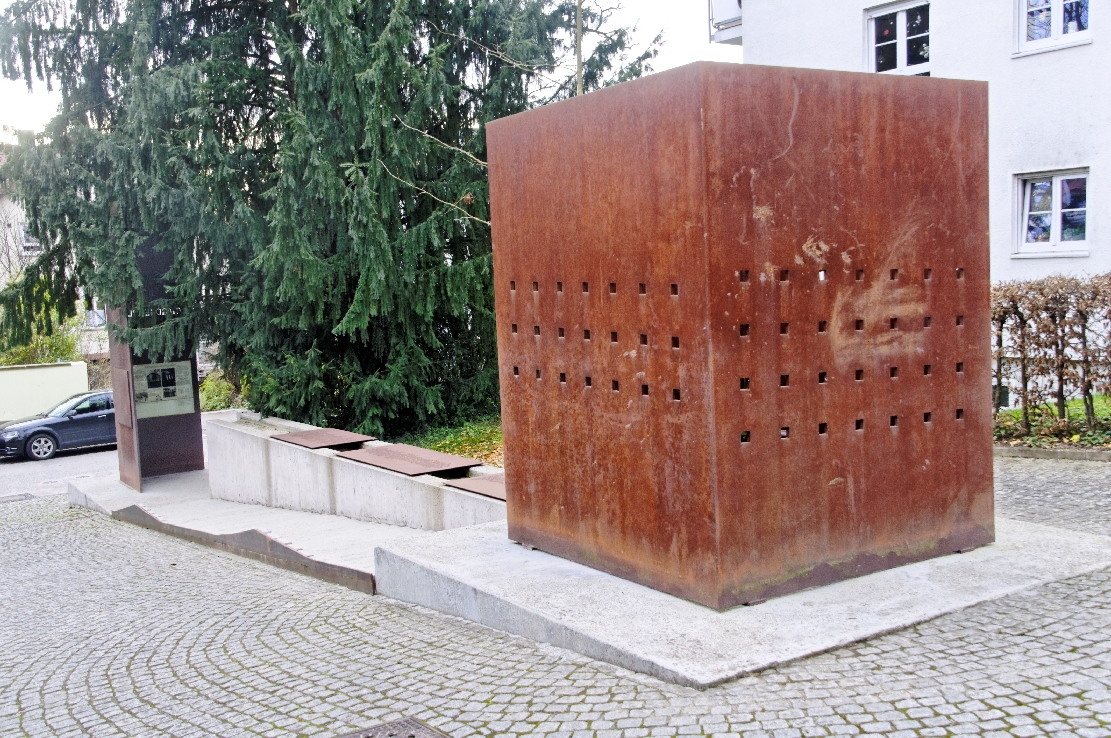
Heutiges Mahnmal am Ort des Lützelbrunnens in Tübingen

Der Lützelbrunnen (historische Schreibweise Lüzelbrunnen, auch Philosophenbrünnele) ist ein bereits in historischer Zeit genutzter Brunnen am Österberg in Tübingen.
Seit 2000 ist der Lützelbrunnen in ein Mahnmal zur Erinnerung an vertriebene und ermordete Tübinger Juden integriert worden. Das Objekt befindet sich nahe dem Grundstück Gartenstraße 33, auf dem bis zur Nacht vom 9. auf den 10. November 1938 die Synagoge stand.

## Geschichte
Philipp Matthäus Hahn erwähnte den damals außerhalb der Stadt gelegenen Brunnen als gute Quelle, wo er sich (vermutlich um 1757–59) in Flaschen (Bouteillen) das nötige Wasser holte. Im Oktober 1812 wurde das dortige Wasser nebst vier weiteren Tübinger Brunnen sowie des Neckars und zweier in Tübingen einmündender Nebenflüsse auf seine Bestandteile hin analysiert. Zusammen mit dem Brunnen am Hirschauertor wurde das Wasser des Lützelbrunnens beschrieben als „im Winter wärmer und im Sommer kälter als die übrigen Brunnen der Stadt“. Friedrich August Quenstedt beschrieb den Brunnen 1864 als beliebte Trinkquelle. Die zugehörige, den Lützelbrunnen speisende Brunnenstube war wohl namensgebend für die benachbarte Gastwirtschaft in der Gartenstraße 37 namens Zum Felsenkeller. Sie bestand im 19. und frühen 20. Jahrhundert und war zeitweise auch Kneipe von mehreren Studentenverbindungen wie z. B. A.V. Igel.

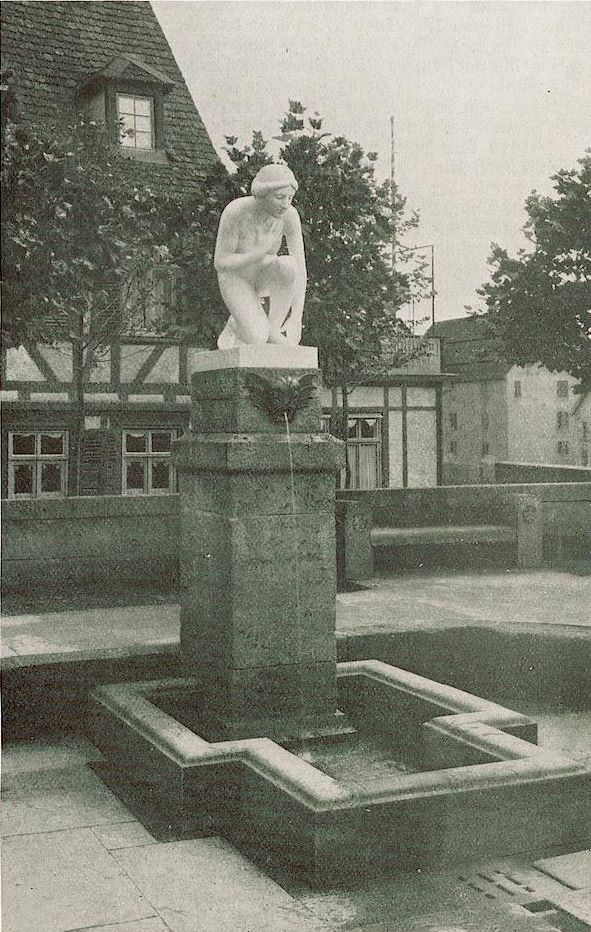
Die Brunnennymphe vor der Neckarmüllerei

Bis 1961 wurde mit dem Wasser des Lützelbrunnens über eine längere Leitung der Brunnen auf dem Platz vor der Neckarmüllerei und dem Uhlandhaus am Neckartor gespeist. Im August 1910 erhielt der zuvor von dem Architekten Theodor Fischer neugestaltete Platz einen Brunnen mit einer von dem Tübinger Bildhauer Karl Merz geschaffenen Nymphenfigur aus weißem toskanischem Marmor. Vor der Errichtung der Stele mit der Nymphe gab es in dieser Gegend schon mehrere Brunnen, die ihren Standort mehrmals gewechselt hatten. Der Brunnen und der Platz wurden 1961 entfernt, die Nymphenfigur steht seitdem auf einem niedrigeren Sockel im Park am Anlagensee.
Das Wasser des Lützelbrunnens gilt als „besonders gut“ und mineralreich.

## Nutzung als Mahnmal
1949 war der erzwungene Verkauf der benachbarten Synagoge zu NS-Zeiten für nichtig erklärt worden und das Trümmergrundstück an die Israelitische Kultusgemeinde Württembergs in Stuttgart zurückgegeben worden. Diese verkaufte es an eine Privatperson. Der unvollständige und langwierige Umbau des Brunnens war lange umstritten.
Zum 9. November 1978 ließ die Stadt Tübingen auf Betreiben der Initiative 9. November – 40 Jahre „Reichskristallnacht“ am Brunnentrog des Lützelbrunnens folgenden Text einmeißeln:

„Hier stand die Synagoge der Tübinger jüdischen Gemeinde. Sie wurde in der Nacht vom 9./10. November 1938 wie viele andere in Deutschland niedergebrannt.“

Ein Jahr später wurde infolge deutlicher Kritik ergänzt:

„Zum Gedenken an die Verfolgung und Ermordung jüdischer Mitbürger in den Jahren 1933 bis 1945.“

Auch dieser Text jedoch benannte die Täter nicht. 1994 wurde am Lützelbrunnen die Umgestaltung des Straßenraums beschlossen. Die Nebenstraße östlich des Synagogengrundstücks wurde in „Synagogenplatz“ umbenannt, so dass der Brunnen heute an der Ecke Gartenstraße/Synagogenplatz steht. Der Brunnen wurde 2000 in ein Mahnmal für vertriebene und ermordete Tübinger Jüdinnen und Juden integriert. Die Stadt hatte selbst keinen Zugriff auf das Grundstück der ehemaligen Synagoge.
Der Lützelbrunnen ist umbaut von einem Stahlkubus mit 101 quadratischen Öffnungen. Der vertriebenen und ermordeten Tübinger Jüdinnen und Juden wird namentlich auf Stahlplatten gedacht, die die Wasserrinne teilweise bedecken, in der das Brunnenwasser zu einer hohen, aus zwei Stahlplatten gefertigten Stele hinfließt. Auf der Innenseite der Stele sind Texte über die Geschichte und Auslöschung der Tübinger Gemeinde zu lesen. Dieses Denkmal gilt als „Ort gegen das Vergessen“ und ist Ausgangspunkt für den Tübinger „Geschichtspfad zum Nationalsozialismus“.